# Zboară cocorii
Zboară cocorii (titlul original: în rusă Летят журавли, transliterat: Letiat juravli) este un film dramatic sovietic, 
realizat în 1957 de regizorul georgian Mihail Kalatozov. Model literar a fost piesa de teatru din 1943 „Вечно живые” (De-a pururi vii) a scriitorului Viktor Rozov, care a scris și scenariul pentru film. Protagoniștii filmului sunt actorii Tatiana Samoilova, Aleksei Batalov, Vasili Merkurev și Aleksandr Șvorin.
Filmul a câștigat Palme d'Or la Festivalul de Film de la Cannes din anul 1958.

## Distribuție
- Tatiana Samoilova – Veronika, alintată „Veverița” [3]
- Aleksei Batalov – Boris Borozdin
- Vasili Merkurev – Fiodor Borozdin, tatăl lui Boris
- Aleksandr Șvorin – Mark Borozdin, vărul lui Boris
- Svetlana Haritonova – Irina Borozdina, sora lui Boris
- Valentin Zubkov – Stepan, prietenul lui Boris
- Antonina Bogdanova – bunica Varvara Kapitonovna
- Konstantin Nikitin – Volodea, un coleg
- Boris Kokovkin – Nikolai Ivanovici Cernov
- Evghenia Kuprianova – Anna Mihailovna Kovaliova
- Leonid Kneasev – Sacikov, colegul lui Boris
- Georgi Kulikov – inginer, colegul lui Boris
- Galina Stepanova – mama Veronikăi
- Georgi Șamșurin – tatăl Veronikăi
- Irina Preis – Antonina Monastirskaia
- Klarina Frolova – mătușa
- Liubow Sokolova – femeia soldat
- Valentina Vladimirova – femeia soldat
- Daniil Netrebin – rănitul
- Nikolai Smorcikov – Zaharov, un rănit
- Valentina Ananina – colega lui Boris
- Olga Dzisko – colega lui Boris
- Sașa Popov – Borea

## Lansare
A fost lansat în anul 1957 și a avut parte de mare succes comercial, fiind vizionat de 28,3 milioane de spectatori în cinematografele din Uniunea Sovietică.

## Festivalul de Film de la Cannes
Triumful filmului la Festivalul de Film de la Cannes din 1958 în URSS a fost prezentat cu reținere. Într-o notă fără titlu și fotografii din Izvestia , nici regizorul, nici scenaristul filmului nu au fost menționați. 
Filmul Zboară cocorii a fost singurul lungmetraj sovietic care a primit premiul cel mare al Festivalului de Film de la Cannes. 
La festival, numele filmului a fost tradus în franceză Quand passent les cigognes (literal „Când berzele zboară”), întrucât traducerea literală a cuvintelor „cocor” (grue, de asemenea „prostituată” în argou) și „zbura” (voler, omonim și „fură”) ar da al doilea sens „prostituatele fură “.